# Hexateuque vieil-anglais
L'Hexateuque vieil-anglais est un manuscrit enluminé contenant six livres de la bible traduits en vieil anglais. Réalisé dans le deuxième quart du XIe siècle en Angleterre, il a sans doute été exécuté à l'abbaye Saint-Augustin de Cantorbéry. Le manuscrit est conservé à la British Library (Cotton MS Claudius B IV). 

## Historique
Le manuscrit a probablement été écrit et enluminé à Canterbury et plus précisément au scriptorium de l'abbaye Saint-Augustin. On distingue deux traducteurs différents, deux copistes et un enlumineur. Seul le premier traducteur a été identifié, Ælfric d'Eynsham, qui est par ailleurs l'auteur de la préface du manuscrit. Il  a traduit le texte biblique jusqu'au début de l'histoire d'Isaac. Mort en 1020, un autre traducteur a sans doute pris la suite. Les textes ont probablement été compilés dans le deuxième quart du XIe siècle par une troisième personne qui a décidé de l'agencement de l'écriture et des images. Le nom du commanditaire du manuscrit n'est pas connu, mais l'usage de la langue vernaculaire semble suggérer un laïc. 
Au cours de la seconde moitié du XIIe siècle, le manuscrit est annoté en latin et dans un dialecte anglais du Kent, avec l'ajout de textes de saint Jérôme et de Pierre le Mangeur. À la fin du Moyen Âge, le manuscrit est attesté dans la bibliothèque de l'abbaye Saint-Augustin par sa présence dans le catalogue de sa bibliothèque. Après la dissolution de l'abbaye en 1538, le manuscrit est probablement détenu par Robert Talbot (en) qui a recopié une partie du texte. Il est acquis par Robert Bruce Cotton après 1603 qui le prête vers 1621 à l'antiquaire spécialiste du vieil anglais William L'Isle (en). La Bibliothèque Cotton est donnée par ses descendants au peuple anglais en 1702 et forme un des fonds originaux du British Museum en 1753. Les manuscrits sont désormais conservés au sein de la British Library.

## Description
Le manuscrit contient l'Hexateuque en vieil anglais, soit six livres de la bible, après une préface de la Genèse et une lettre à Æthelweard écrites par Ælfric d'Eynsham, (f.1r-1v.) :
- le Livre de la Genèse, f.1v-f.72v.
- le Livre de l'Exode, f.72v.-f.105r.
- le Lévitique, f.105v-f.110v.
- le livre des Nombres, f.111r.-f.128r.
- le Deutéronome, f.128v.-139r.
- le Livre de Josué, f.140v.-155v.

Le texte biblique contient 394 illustrations originales qui sont placées systématiquement après chaque texte qu'elles illustrent. Elles interviennent ainsi comme un récapitulatif de chaque épisode. On compte parmi elles 12 miniatures en pleine page, les autres étant de taille variable, jusqu'à un quart de la page, dessinées à la plume et rehaussées de couleurs. Le texte est par ailleurs enluminé de nombreuses lettrines de couleur.

## Œuvre en rapport
Il existe une autre copie de ce texte dans un manuscrit conservée à la Bibliothèque bodléienne (Laud Misc. 509) qui contient en plus une traduction du Livre des Juges et appelé Heptateuque en vieil anglais. 